# Baccarat (společnost)
Baccarat jsou francouzské sklárny, které se zabývají zpracováním křišťálu. Podnik vznikl v roce 1764 poblíž vesnice Baccarat ve Francii. Vzhledem k expanzivní politice Baccaratu je dnes možné najít jeho obchody na všech kontinentech.
Společnost Baccarat vyrábí exkluzivní produkty z křišťálového skla. Jsou to zejména stolní nádobí, dekorace, šperky, karafy, lustry a další osvětlení. Firma spolupracuje se známými umělci jako jsou Marcel Wanders, Ellie Top nebo Jaime Hayon. Vizionářem značky je úspěšný designér Philippe Starck.
Sídlo Baccaratu, Palác Baccarat (Maison Baccarat) se dnes nachází v Paříži. Na jeho rekonstrukci se podílel Philippe Starck a otevřeno bylo v roce 2003. Palác byl dříve panské sídlo, ve kterém sídlila patronka umění Marie-Laure de Noaillesové. Kromě muzea a butiku se v něm nachází také restaurace. O pět let později Baccarat otevřel další palác v Moskvě. Paláce v okázalém stylu navrhl Philippe Starck.
Baccarat během své existence obdržel několik ocenění, například Nejlepší francouzský řemeslník nebo za příkladnou sociální politiku – jako jedna z prvních firem na světě totiž zavedla pojištění zaměstnanců a program na vzdělávaní jejich dětí. Baccarat je dodnes jednou z nejexkluzivnějších a nejstarších francouzských společností.
V České republice se zastoupení značky nachází od roku 2011. Crystal Heritage Showroom se nachází v prestižních prostorách Obecního domu v Praze.

## Historie

### 1764
Francouzský král Ludvík XV. dal biskupovi z Mét, Ludvíkovi de Montmorency-Lavalovi, povolení založit sklárnu v obci Baccarat (Lotrinsko, Francie). Dílna nesla od roku 1775 jméno Sainte-Anne.

### 1816
Průmyslník Aimé-Gabriel d’Artigues, který vlastnil také belgické sklárny Vonêche, převzal dílnu Sainte-Anne v roce 1816 a zaměřil se na zpracování křišťálového skla. První křišťál se v Baccaratu vyrobil 15. listopadu 1816.

### 1832
První pařížský obchod byl otevřen roku 1832 na adrese Rue de Paradis 30.

### 1855
Na prvním Světovém veletrhu v Paříži firma představila více než pětimetrové svícny a lustry obsahující 140 světel. Od roku 1896 se podnik zaměřil na elektrické lustry.

### 1860
Dne 29. října byla značka Baccarat zaregistrována u obchodního soudu v Paříži.

### 1886
Baccarat otevírá zahraniční zastoupení v Indii, Argentině a na Kubě. V dalších letech to byli Vietnam, Uruguay a Mexiko. V roce 1948 Baccarat vstoupil do Spojených států. V roce 1984 zakládání dceřinou společnost v Tokiu.

### 1992
Výroba prvních prémiových šperků z křišťálu byla spuštěna v roce 1992.
Societe du Louvre pod vedením Anne-Claire Taittingerové se stala majoritním akcionářem společnosti Baccarat.

### 1997
V roce 1997 Baccarat přišel na trh s vlastní řadou parfémů.

### 2003
Vrchním designérem značky se stal Philippe Starck. Pro sklárny vytvořil lustr z černého krystalu Zénith, o dva roky později přišel s kolekcí Darkside, jedinou svého druhu na světě.
V roce 2003 společnost Baccarat také přestěhovala své sídlo do pařížské ulice Etats-Unis 11, kde se nachází bývalé panské sídlo patronky umění Marie-Laure de Noaillesové. Ve 3000 metrů čtverečních velkém sídle se nachází muzeum s tvorbou značky od počátku její existence, noblesní restaurace s křišťálovou výzdobou a rozsáhlý butik s veškerou kolekcí.

### 2005
Většinový podíl společnosti Société du Louvre převzala investiční skupina soukromých investorů Starwood Capital.

### 2008
Svůj druhý Palác Baccarat firma otevřela v Rusku, a to na v ulici Nikolskaya v Moskvě. Interiéry této věrné repliky pařížského paláce opět navrhl Philippe Starck.